# خرولو
خرولو (به هلندی: Grolloo) یک منطقهٔ مسکونی در هلند است که در آ ان هونزه واقع شده‌است. خرولو ۷۹۵ نفر جمعیت دارد.